# Hans-Ulrich Wepfer
Hans-Ulrich Wepfer (* 2. August 1938 in Berlingen TG; † 3. Juli 2024 in Kreuzlingen) war ein Schweizer Historiker, Seminarlehrer, Denkmalpfleger und Museumsleiter.

## Leben und Wirken
Hans-Ulrich Wepfer war der älteste Sohn des Otto Wepfer und der Margrit geb. Eggmann. Nach einer aus Gesundheitsgründen abgebrochenen Lehre absolvierte er 1958 die Eidgenössische Maturitätsprüfung B in Basel. Es folgte die Ausbildung zum Sekundarlehrer sprachlich-historischer Richtung an der Universität Zürich. Von 1961 bis 1964 unterrichtete er an der Sekundarschule in Ermatingen. Anschliessend studierte er wiederum in Zürich Schweizer Geschichte, allgemeine Geschichte und englische Literatur; zusätzlich belegte er staatsrechtliche und kunsthistorische Vorlesungen. 1968 wurde er mit einer von Leonhard von Muralt betreuten Dissertation über den Thurgauer Geschichtsforscher Johann Adam Pupikofer promoviert. Von 1968 bis 2003 lehrte Wepfer Geschichte und Englisch am thurgauischen Lehrerseminar (heute Pädagogische Maturitätsschule Kreuzlingen).
Bereits als junger Lehrer in Ermatingen sammelte Wepfer Zeugnisse der im Umbruch befindlichen Bodenseefischerei, die er zunächst provisorisch in Ermatingen unterbrachte. Dann initiierte er den Aufbau des Seemuseums in der historischen Kornschütte in Kreuzlingen, das 1993 als Schifffahrts- und Fischereimuseum eröffnet wurde. Wepfer leitete das Seemuseum bis ins Alter; sein persönliches Archiv ging in das Museumsarchiv über. Daneben war er im Thurgauer Heimatschutz aktiv sowie im Verein für Geschichte des Bodensees und seiner Umgebung, der ihm 2015 für seine langjährige Vorstandstätigkeit die Ehrenmitgliedschaft verlieh.

## Schriften
- Johann Adam Pupikofer 1797–1882, Geschichtsschreiber des Thurgaus, Schulpolitiker und Menschenfreund. Huber, Frauenfeld 1969, mit Lebenslauf auf S. 205. – Auch in: Thurgauische Beiträge zur vaterländischen Geschichte. Band 106, 1969, S. 3–203 (Digitalisat).
- Aus der Geschichte der Bodenseefischerei. In: Schriften des Vereins für Geschichte des Bodensees und seiner Umgebung. Band 99/100, 1981/82, S. 145–164 (Digitalisat).
- 15 Jahre Seemuseum Kreuzlingen. In: Konstanzer Beiträge zu Geschichte und Gegenwart. Neue Folge (= Das Delphinbuch., Band 9). Labhard Medien, Konstanz 2008, ISBN 978-3-939142-34-8, S. 247–256.